# Championnat de Tunisie masculin de handball 2000-2001
Navigation
Saison précédente 1999-2000 Saison suivante 2001-2002
La saison 2000-2001 du championnat de Tunisie masculin de handball est la 46e édition de la compétition. Elle est disputée en deux phases : la première en deux poules en vue de classer les clubs et une seconde en play-off et play-out. Le Club africain, dominateur, conserve le championnat auquel il ajoute la coupe de Tunisie et la coupe d'Afrique des vainqueurs de coupe. En bas du tableau, la Jeunesse sportive kairouanaise et l’Olympique de Médenine rétrogradent en nationale B.

## Clubs participants
| - Association sportive d'Hammamet - Club africain - El Makarem de Mahdia - Espérance sportive de Tunis - Étoile sportive du Sahel - Jendouba Sports | - Jeunesse sportive kairouanaise - Olympique de Médenine - Stade sportif midien - Stade tunisien - Union sportive sayadie - Zitouna Sports |

## Compétition
Le barème de points servant à établir le classement se décompose ainsi :
- Victoire : 3 points
- Match nul : 2 points
- Défaite : 1 point
- Forfait et match perdu par pénalité : 0 point

### Première phase
Le premier de chaque poule bénéficie de deux points de bonus, le deuxième d’un point en vue du play-off, alors que le quatrième et le cinquième bénéficient respectivement de deux et un points en vue du play-out.
- Poule A